# Echinopsis pugionacantha
Echinopsis pugionacantha är en kaktusväxtart som beskrevs av Joseph Nelson Rose och Boed. Echinopsis pugionacantha ingår i släktet Echinopsis och familjen kaktusväxter.

## Underarter
Arten delas in i följande underarter:
- E. p. haemantha
- E. p. pugionacantha
- E. p. rossii